# Parker (Kolorado)
Parker – miasto w Stanach Zjednoczonych, w stanie Kolorado, w hrabstwie Douglas. Według spisu w 2020 roku liczy 58,5 tys. mieszkańców. Jest częścią obszaru metropolitalnego Denver.